# Gewog di Saleng
Il gewog di Saleng è uno dei diciassette raggruppamenti di villaggi del distretto di Mongar, nella regione Orientale, in Bhutan.